# Diga di Yanbara
La diga di Yanbara (鷲ダム?, Yanbara damu) è una diga idroelettrica sul Itoshiro, nella prefettura di Fukui, in Giappone. Si trova a un miglio a monte della confluenza del fiume Itoshiro con il più vasto fiume Kuzuryū.

## Storia
Nel 1957, fu annunciata una centrale idroelettrica sulla porzione a monte del Kuzuryū. Il piano inizialmente non includeva la diga di Yanbara Dam o l'utilizzo di acqua di pompaggio (impianti ad accumulazione). Questo fu invece raccomandato dal Ministero del commercio internazionale e dell'industria. La diga ora usa l'acqua di pompaggioper creare un bacino inferiore al fine di generare elettricità.